# Helena Melnikov

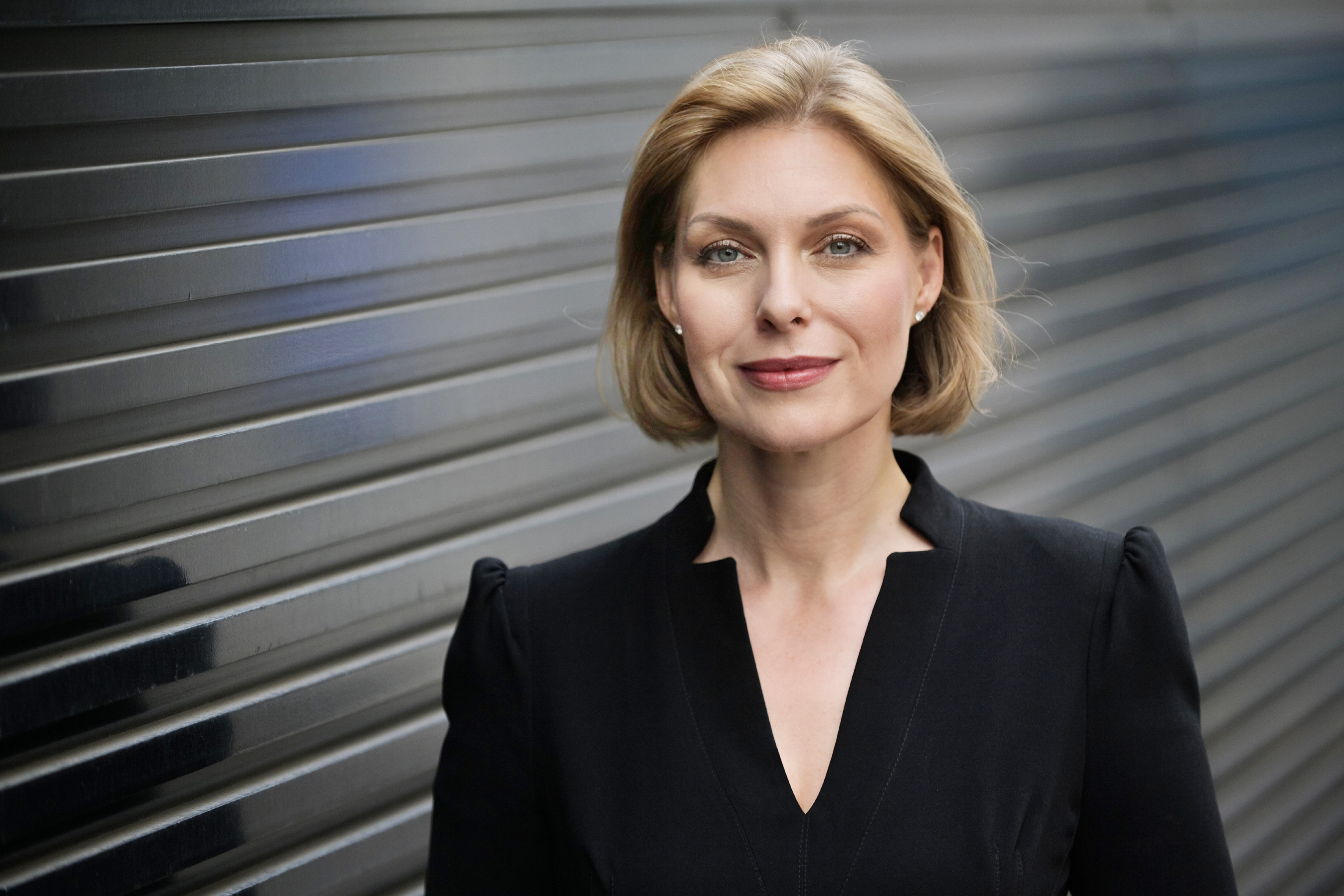
Helena Melnikov (2023)

Helena Melnikov (* 16. November 1981 in Chirchiq, Usbekische SSR) ist eine russlanddeutsche Verbandsfunktionärin. Sie ist seit 2025 Hauptgeschäftsführerin der Deutschen Industrie- und Handelskammer (DIHK).

## Leben und Wirken
Melnikov wuchs bis zu ihrem achten Lebensjahr in Usbekistan auf. 1990 siedelte ihre Familie nach Deutschland über. Nach dem Abitur 2001 am Marie-Curie-Gymnasium in Recklinghausen studierte sie Rechtswissenschaft an der Universität Bremen. 2006 legte sie das erste juristische Staatsexamen ab. 2009 wurde sie im Wirtschaftsstrafrecht zum Doktor der Rechte promoviert. Nach dem Rechtsreferendariat am Oberlandesgericht Köln und bei der Wirtschaftskanzlei White & Case legte sie 2011 das zweite juristische Staatsexamen ab. Sie ist Rechtsanwältin. 2011 war sie für ein mittelständisches Unternehmen im Agrarsektor tätig.
Von 2011 bis 2014 war Melnikov Leiterin der Abteilung Recht und Wettbewerb sowie Leiterin der Agrarpolitik des Bundesverbands Großhandel, Außenhandel, Dienstleistungen. Von 2014 bis 2021 war sie Hauptgeschäftsführerin des Waren-Vereins der Hamburger Börse e. V. inne und fungierte als Geschäftsführerin der dort angeschlossenen Fachverbände. Von 2021 bis 2024 war sie Hauptgeschäftsführerin des Bundesverbands Materialwirtschaft, Einkauf und Logistik.
Zum 1. Januar 2025 wurde Melnikov als Nachfolgerin von Martin Wansleben Hauptgeschäftsführerin der Deutschen Industrie- und Handelskammer.
Neben ihrer Muttersprache Russisch beherrscht Melnikov Deutsch und Englisch. Sie ist Mitglied der Versammlung Eines Ehrbaren Kaufmanns zu Hamburg und des Kuratoriums des Übersee-Clubs. Sie ist verheiratet.

## Werke
- Das russische Wirtschaftsstrafrecht: Eine rechtsvergleichende Darstellung vor dem Hintergrund deutschen Rechts. BWV Berliner Wissenschafts-Verlag, Berlin 2011, ISBN 978-3-8305-1861-7.